# Джунглівниця оливкова
Джунглівниця оливкова (Cyornis olivaceus) — вид горобцеподібних птахів родини мухоловкових (Muscicapidae). Мешкає в Південно-Східній Азії.

## Таксономія
Оливкову джунглівницю раніше відносили до роду Джунглівниця (Rhinomyias), однак дослідження 2010 року показало, що рід є поліфілітичним. За результатами дослідження низку видів, зокрема оливкову джунглівницю було переведено до роду Гірська нільтава (Cyornis).

## Підвиди
Виділяють два підвиди:
- C. o. olivaceus Hume, 1877 — Південно-Східна Азія;
- C. o. perolivaceus (Chasen & Kloss, 1929) — острови на північ від Калімантану.

## Поширення і екологія
Оливкові джунглівниці мешкають на перешийку Кра, на Суматрі, Яві, Калімантані та на островах Ріау. Вони живуть в рівнинних тропічних лісах і на плантаціях, на висоті до 900 м над рівнем моря.